# Ratanga Junction
Ratanga Junction was een attractiepark in de Century City, Kaapstad in Zuid-Afrika. 
Het park werd in december 1998 geopend als onderdeel van de ontwikkeling van het Century City-gebied, grenzend aan het grootste winkelcentrum van Kaapstad, Canal Walk. De grootste rit was de Cobra-achtbaan. Ratanga Junction had een tropisch eilandthema, zoals te zien is aan het logo en het feit dat het park verschillende waterattracties organiseerde. Ratanga Junction kampte al vroeg met financiële problemen, waardoor het aantal restaurants in het begin van de jaren 2000 werd teruggeschroefd en de geruchten over de sluiting teruggingen tot 2004. Deze geruchten werden verergerd doordat het kamp tijdens de winter sloot zodat het niet met verlies zou draaien en de verkoop van het park leek voor veel inwoners van Kaapstad waarschijnlijk, aangezien de omliggende faciliteiten in Century City allemaal succesvol verliepen. Een deel van Ratanga Junction werd in 2014 gesloten om plaats te maken voor de ontwikkeling van Century City Square, waarbij de attracties "Diamond Devil Run" en "Crocodile Gorge" buiten gebruik werden gesteld. "Diamond Devil Run" werd heropend als "Tren Minero" in het Fantasilandia-park in Chili. Bovendien werd de "Cobra" buiten gebruik gesteld en gekocht door het Lost Island Theme Park in Iowa, waar het momenteel opereert als de "Nokupo Air Coaster". 
Op 29 augustus 2017 werd officieel bevestigd door de Rabie Property Group dat het pretpark zou sluiten. Op 1 mei 2018 werd het park officieel gesloten. Het gebied zal worden herontwikkeld voor woningen, kantoren, hotels, restaurants en buurtwinkels. 
Een groot deel van de oude Ratanga Junction is open voor het publiek als onderdeel van het nieuwe "Ratanga Park". Dit bestaat uit een waterlichaam en een publiek park met als doel te worden toegevoegd aan de "Century City Parkrun" wanneer de bouw van het terrein voltooid is.